# 8-й меридіан західної довготи
8-й меридіан західної довготи — лінія довготи, що лежить на 8 градусів західніше Гринвіцького меридіана. Вона проходить від Північного полюса через Північний Льодовитий океан, Атлантичний океан, Європу, Африку, Південний океан та Антарктиду до Південного полюса.
8-й меридіан західної довготи формує велике коло разом із 172-гим меридіаном східної довготи.

## Список географічних об'єктів, що перетинає 8° зх. д.
Починаючи на Північному полюсі та рухаючись до Південного полюса, 8-й меридіан західної довготи проходить через:
| Координати                                               | Країна, територія або море | Примітки |
| -------------------------------------------------------- | -------------------------- | --- |
| 90°0′ пн. ш. 8°0′ зх. д. / 90.000° пн. ш. 8.000° зх. д.  | Північний Льодовитий океан | |
| 82°5′ пн. ш. 8°0′ зх. д. / 82.083° пн. ш. 8.000° зх. д.  | Атлантичний океан          | |
| 71°9′ пн. ш. 8°0′ зх. д. / 71.150° пн. ш. 8.000° зх. д.  | Норвегія                   | Проходить через острів Ян-Маєн |
| 71°1′ пн. ш. 8°0′ зх. д. / 71.017° пн. ш. 8.000° зх. д.  | Атлантичний океан          | Проходить західніше острова Мічинес, Фарерські острови Проходить західніше островів Монах[en], Шотландія, Велика Британія Проходить західніше острова Мінгалей[en], Шотландія, Велика Британія |
| 55°13′ пн. ш. 8°0′ зх. д. / 55.217° пн. ш. 8.000° зх. д. | Ірландія                   | Проходить через острів Ірландія |
| 54°32′ пн. ш. 8°0′ зх. д. / 54.533° пн. ш. 8.000° зх. д. | Велика Британія            | Проходить через острів Ірландія Північна Ірландія |
| 54°21′ пн. ш. 8°0′ зх. д. / 54.350° пн. ш. 8.000° зх. д. | Ірландія                   | Проходить через острів Ірландія — західніше Атлона |
| 51°51′ пн. ш. 8°0′ зх. д. / 51.850° пн. ш. 8.000° зх. д. | Атлантичний океан          | |
| 43°42′ пн. ш. 8°0′ зх. д. / 43.700° пн. ш. 8.000° зх. д. | Іспанія                    | |
| 41°50′ пн. ш. 8°0′ зх. д. / 41.833° пн. ш. 8.000° зх. д. | Португалія                 | |
| 37°0′ пн. ш. 8°0′ зх. д. / 37.000° пн. ш. 8.000° зх. д.  | Атлантичний океан          | |
| 33°28′ пн. ш. 8°0′ зх. д. / 33.467° пн. ш. 8.000° зх. д. | Марокко                    | Проходить через Марракеш |
| 29°7′ пн. ш. 8°0′ зх. д. / 29.117° пн. ш. 8.000° зх. д.  | Алжир                      | |
| 26°55′ пн. ш. 8°0′ зх. д. / 26.917° пн. ш. 8.000° зх. д. | Мавританія                 | |
| 15°30′ пн. ш. 8°0′ зх. д. / 15.500° пн. ш. 8.000° зх. д. | Малі                       | Проходить через Бамако |
| 10°20′ пн. ш. 8°0′ зх. д. / 10.333° пн. ш. 8.000° зх. д. | Гвінея                     | |
| 10°8′ пн. ш. 8°0′ зх. д. / 10.133° пн. ш. 8.000° зх. д.  | Кот-д'Івуар                | |
| 9°24′ пн. ш. 8°0′ зх. д. / 9.400° пн. ш. 8.000° зх. д.   | Гвінея                     | |
| 8°29′ пн. ш. 8°0′ зх. д. / 8.483° пн. ш. 8.000° зх. д.   | Кот-д'Івуар                | |
| 8°12′ пн. ш. 8°0′ зх. д. / 8.200° пн. ш. 8.000° зх. д.   | Гвінея                     | Приблизно на 3 км |
| 8°10′ пн. ш. 8°0′ зх. д. / 8.167° пн. ш. 8.000° зх. д.   | Кот-д'Івуар                | Приблизно на 9 км |
| 8°5′ пн. ш. 8°0′ зх. д. / 8.083° пн. ш. 8.000° зх. д.    | Гвінея                     | Приблизно на 6 км |
| 8°2′ пн. ш. 8°0′ зх. д. / 8.033° пн. ш. 8.000° зх. д.    | Кот-д'Івуар                | |
| 6°19′ пн. ш. 8°0′ зх. д. / 6.317° пн. ш. 8.000° зх. д.   | Ліберія                    | |
| 4°31′ пн. ш. 8°0′ зх. д. / 4.517° пн. ш. 8.000° зх. д.   | Атлантичний океан          | |
| 60°0′ пд. ш. 8°0′ зх. д. / 60.000° пд. ш. 8.000° зх. д.  | Південний океан            | |
| 70°40′ пд. ш. 8°0′ зх. д. / 70.667° пд. ш. 8.000° зх. д. | Антарктида                 | Проходить через Землю Королеви Мод (претендує Норвегія) |